# 1972-es US Open (tenisz)
Az 1972-es US Open az év negyedik Grand Slam-tornája, a US Open 92. kiadása volt, amelyet augusztus 28.–szeptember 10. között rendeztek meg Forest Hills füves pályáján. A férfiaknál Ilie Năstase, a nőknél Billie Jean King győzött.

## Döntők

### Férfi egyes
Ilie Năstase -   Arthur Ashe, 3-6 6-3 6-7 6-4 6-3

### Női egyes
Billie Jean King –  Kerry Melville, 6-3 7-5

### Férfi páros
Cliff Drysdale /  Roger Taylor -  Owen Davidson /  John Newcombe, 6-4 7-6 6-3

### Női páros
Françoise Durr /  Betty Stöve -  Margaret Court /  Virginia Wade, 6-3 1-6 6-3

### Vegyes páros
Marty Riessen /  Margaret Court -  Ilie Năstase /  Rosemary Casals, 6-3 7-5